# Vasilij Pavlovič Aksjonov
Vasilij Pavlovič Aksjonov, rusko Васи́лий Па́влович Аксё́нов, ruski pisatelj, * 1932, † 2009.
Aksjonov je znan po romanih, ki se ukvarja s kritiko sodobne družbe.

## Dela
- Prijatelji
- Vozovnica za polet na zvezde
- Otok Krim
- Prijatelji (v slovenščini 1962)[6]
- Pomaranče iz Maroka (v slovenščini 1965)[7]
- Čaplja (v slovenščini 1988)[8]